# 22 tháng 8
Ngày 22 tháng 8 là ngày thứ 234 (235 trong năm nhuận) trong lịch Gregory. Còn 131 ngày trong năm.

## Sự kiện
- 392 – Đại tướng quân Arbogast chọn Eugenius lên ngôi Hoàng đế của Đế quốc Tây La Mã.
- 564 – Nhà truyền giáo Columba thuật rằng ông trông thấy quái vật ở hồ Loch Ness, Scotland.
- 1639 – Công ty Đông Ấn Anh mua một dải đất nhỏ mà nay là Chennai, nay là thủ phủ bang Tamil Nadu của Ấn Độ, từ quân chủ của Đế quốc Vijayanagara.
- 1642 – Nội chiến Anh bùng nổ với việc quốc vương Charles I tuyên bố Nghị viện là kẻ phản bội.
- 1875 –Hiệp ước Sankt-Peterburg được phê chuẩn, theo đó đảo Sakhalin thuộc về Nga còn quần đảo Kuril thuộc về Nhật Bản.
- 1914 – Chiến tranh thế giới thứ nhất: Ngày đẫm máu nhất trong lịch sử quân sự Pháp với 27.000 binh sĩ tử trận khi giao tranh tại Rossignol trong khuôn khổ Trận Ardennes.
- 1920 – Ủy ban Cách mạng Lâm thời Ba Lan giải thể, ủy ban thành lập bởi những người Bolshevik Ba Lan lưu vong tại Nga.
- 1968 – Giáo hoàng Phaolô VI đến Bogotá, Colombia. Đây là chuyến thăm đầu tiên của một Giáo hoàng Giáo hội Công giáo Rôma đến Mỹ Latinh.

## Sinh
- 1760 – Giáo hoàng Lêô XII, Giáo hoàng thứ 252 của Giáo hội Công giáo (m. 1829)
- 1834 – Samuel Pierpont Langley, nhà thiên văn học và vật lý người Hoa Kỳ (m. 1906)
- 1902 – Leni Riefenstahl, đạo diễn, vũ công và diễn viên người Đức (m. 2003)
- 1904 – Đặng Tiểu Bình, nhà chính trị Trung Quốc, cầm quyền trên thực tế tại Trung Quốc từ cuối thập niên 1970 đến đầu thập niên 1990 (m. 1997)
- 1915 – James Hillier, nhà khoa học và phát minh người Hoa Kỳ, thiết kế và chế tạo kính hiển vi điện tử đầu tiên ở Bắc Mỹ (m. 2007)
- 1921 – Sergei Sergeyevich Orlov, nhà thơ Liên Xô (m. 1977)
- 1924 – Trần Lệ Xuân, cựu Đệ Nhất Phu nhân Việt Nam Cộng hoà, vợ của Ngô Đình Nhu (m. 2011)
- 1933 – Lê Nguyên Vỹ, Chuẩn tướng Quân lực Việt Nam Cộng hòa (m. 1975)
- 1953 – Nguyễn Bắc Son, nhà chính trị Việt Nam, bộ trưởng Bộ Thông tin và Truyền thông Việt Nam
- 1957 – Anh Đào Traxel, con nuôi của cựu tổng thống Pháp Jacques Chirac
- 1964 – Mats Wilander, vận động viên quần vợt Thuỵ Điển, cựu số 1 thế giới
- 1967 – Adewale Akinnuoye-Agbaje, diễn viên, người mẫu người Anh
- 1975 – Đặng Hùng Việt, vận động viên cờ tướng Việt Nam, vô địch Việt Nam năm 2003 (m. 2005)
- 1978 – Trần Duy Quang, cầu thủ bóng đá Việt Nam
- 1989 - Diệp Lâm Anh, nữ ca sĩ người Việt Nam
- 1991 – 
  - Federico Macheda, cầu thủ bóng đá Bồ Đào Nha
  - Trịnh Sảng, nữ diễn viên người Trung Quốc
- 1995 – Dua Lipa, ca sĩ, người mẫu người Anh

## Mất
- 408 – Stilicho, sĩ quan cấp cao của Đế quốc Tây La Mã (s. 359)
- 1241 – Giáo hoàng Grêgôriô IX, Giáo hoàng thứ 178 của Giáo hội Công giáo (s. ?)
- 1350 – Philippe VI của Pháp, vua Pháp từ 1328 đến 1350 (s. 1293)
- 1485 – Richard III của Anh, vua Anh từ 1483 đến 1485 (s. 1452)
- 1922 – Michael Collins, nhà cách mạng Ireland (s. 1890)
- 1941 – Phùng Chí Kiên, nhà hoạt động cách mạng và quân sự Việt Nam (s. 1901)
- 1942 – Mikhail Mikhailovich Fokin, vũ công ba lê, biên đạo múa Nga-Mỹ, (s. 1880)[1]
- 1967 – Gregory Goodwin Pincus, nhà sinh vật học Hoa Kỳ, đồng sáng chế thuốc tránh thai (s. 1903)
- 1989 – Alexander Sergeyevich Yakovlev, nhà thiết kế máy bay Liên Xô, thiết kế máy bay Yakovlev (s. 1906)
- 1991 – Phạm Đình Chương, nhạc sĩ Việt Nam (s. 1929)
- 1997 – Brendan Smyth, linh mục Công giáo Ireland, lạm dụng tình dục trẻ em (s. 1927)
- 2006 – Nguyễn Văn Tính, thứ trưởng Bộ Công an Việt Nam (s. 1944)
- 2023 – Lê Văn Thành, Phó Thủ tướng Chính phủ Việt Nam (s. 1962)